# Rated R (album Queens of the Stone Age)
Rated R – drugi studyjny album zespołu Queens of the Stone Age wydany 6 czerwca 2000 roku. Zyskał wiele pozytywnych recenzji i wyróżnień, w tym tytuł "Album roku" w 2000 magazynu Metal Hammer. Rated R był komercyjnym i artystycznym sukcesem zespołu, przyczyniając się do wzrostu jego popularności. Zajął 16 miejsce na amerykańskiej liście Top Heatseekers oraz pojawił się na kilku innych oficjalnych listach sprzedaży. Album został certyfikowany złotem w Wielkiej Brytanii. Promowały go trzy single: „The Lost Art of Keeping a Secret”, który przyczynił się do zainteresowania zespołem, „Feel Good Hit of the Summer” oraz „Monsters in the Parasol”. Rated R jest pierwszą płytą w historii zespołu, na którym pojawili się Nick Oliveri i wokalista Mark Lanegan. 

## Informacje
Zespół rozpoczął prace nad płytą tuż po zakończeniu trasy koncertowej promującej album Queens of the Stone Age, wydanym w 1998 roku. Rated R zawiera liczne nawiązania do używek oraz alkoholu. Przedstawia to zwłaszcza pierwsza piosenka na płycie, Feel Good Hit of the Summer, która składa się w większości z powtarzanego tekstu „nicotine, valium, vicodin, marijuana, ecstasy and alcohol”, po którym następuje „c-c-c-c-c-cocaine”. Znak „R”, wykorzystywany przez MPAA, pojawia się na okładce albumu, wraz z informacją „RESTRICTED TO EVERYONE, EVERYWHERE, ALL THE TIME” (zakazane wszystkim, wszędzie, cały czas). Wkładka muzyczna do albumu również nawiązywała do tego systemu ostrzeżeń, nadając poszczególnym piosenkom wiadomości z potencjalnymi ostrzeżeniami skierowanymi dla rodziców. Okładka albumu była zainspirowana także naklejkami ostrzegawczymi MPAA z lat 70.i 80. XX wieku. Ironicznie, tytuł, motyw i podtekst albumu był skierowany w stronę wytwórni Interscope Records, która obawiała się, że treść płyty będzie zbyt kontrowersyjna. Jednakże jej stylistyka wyjątkowo pozwoliła ominąć zespołowi wszystkie regulacje związane z cenzurą.

## Lista utworów
1. "Feel Good Hit of The Summer" - 2:43
2. "The Lost Art of Keeping A Secret" - 3:36
3. "Leg of Lamb" - 2:48
4. "Auto Pilot" - 4:01
5. "Better Living Through Chemistry" - 5:49
6. "Monsters in the Parasol" - 3:27
7. "Quick and to the Pointless" - 1:42
8. "In the Fade" - 3:51 - (zawiera hidden track "Feel Good Hit Of The Summer (Reprise)" na wydaniach amerykańskich, a dodatkowy utwór na pozostałych światowych wydawnictwach)
9. "Tension Head" - 2:52
10. "Lightning Song" - 2:07
11. "I Think I Lost My Headache" - 8:40